# Sever Bocu
Sever Bocu (n. 19 noiembrie 1874, Șiștarovăț – d. 21 ianuarie 1951, închisoarea Sighet) a fost un politician român, economist, ziarist, redactor la ziarul „Tribuna” din Arad, unul dintre fruntașii Partidului Național Român, ulterior Partidul Național Țărănesc, deputat reprezentant al Banatului, apoi ministru în guvernul lui Iuliu Maniu.

## Biografie
S-a născut la Șiștarovăț, în apropiere de Lipova. A învățat în satul natal, la Lipova și la Arad, iar studiile superioare le-a făcut la Viena și Paris.
În 1892 a participat la Conferința Națională a Partidului Național Român din Transilvania, în calitate de redactor al ziarului „Tribuna” din Arad.
În anul 1906 a publicat la Arad traducerea unei lucrări a ministrului liberal József Eötvös, sub titlul Chestiunea de naționalitate.
În 1917 a editat pentru prizonierii de război români din lagăre un ziar numit „România Mare”. După Primul Război Mondial a devenit unul dintre fruntașii Partidului Național Român, ulterior ai Partidului Național Țărănesc. A fost președintele organizației din județul Timiș-Torontal a PNȚ. În 1921 a fost ales deputat din partea acestui partid. „Directoratul Banatului” s-a aflat sub conducerea sa, fiind numit, în anul 1929, în fruntea Directoratului Ministerial  VII Teritorial cu sediul la Timișoara.  La alegerile din 1946 a fost ales, pentru ultima oară, deputat de Timiș-Torontal. Însă autoritățile comuniste de la București și ocupantul sovietic n-au mai permis deputaților Partidului Național Țărănesc participarea la lucrările Camerei.
Arestat la 5/6 mai 1950, Noaptea demnitarilor, ca lacheu al claselor exploatatoare din regimul burghezo-moșieresc. Este torturat de anchetatori și încetează din viață în data de 21 ianuarie 1951, în închisoarea Sighet.

## Idei politice
În perioada interbelică a înființat la Timișoara cotidianul Vestul, în care s-a pronunțat pentru descentralizare.
„Centralismul nu are naționalitate; el a dus, fie că a fost unguresc sau românesc, la aceleași concluzii logice: exploatare sau sărăcie!”—Vestul, 16 mai 1931

## Monumente
În 3 august 2009, cu ocazia zilei Timișoarei, a fost dezvelit un bust al său, situat în Parcul Central.

## Ediții
- Sever Bocu, Drumuri și răscruci, volum editat de Ioan Dimitrie Suciu, București, 1945.